# Fiscaglia
Fiscaglia (emilianisch: Fiscàja) ist eine italienische Gemeinde (comune) mit 8461 Einwohnern (Stand 31. Dezember 2023) in der Provinz Ferrara in der Emilia-Romagna. 

## Geografie
Der Gemeindesitz in Migliaro liegt etwa 28,5 Kilometer ostsüdöstlich von Ferrara an der orographisch rechten Uferseite des Po di Volano, einem Nebenarm des Po, auf einer Höhe von 1 m s.l.m. Nachbargemeinden sind Codigoro, Jolanda di Savoia, Lagosanto, Ostellato, Tresigallo. 

## Geschichte
Die Streugemeinde Fiscaglia wurde durch eine zum 1. Januar 2014 genehmigte Fusion aus den bis dahin selbstständigen Gemeinden Massa Fiscaglia, Migliarino und Migliaro gebildet.

## Verwaltungsgliederung
Neben Migliaro (Gemeindesitz) gehören zum Gemeindegebiet noch die Fraktionen: Bassa Cornacervina, Massa Fiscaglia, Migliarino, Tieni sowie die Orte Canove, Cascina, Gallumara und Valcesura.